# Mohini Mohan Chatterji

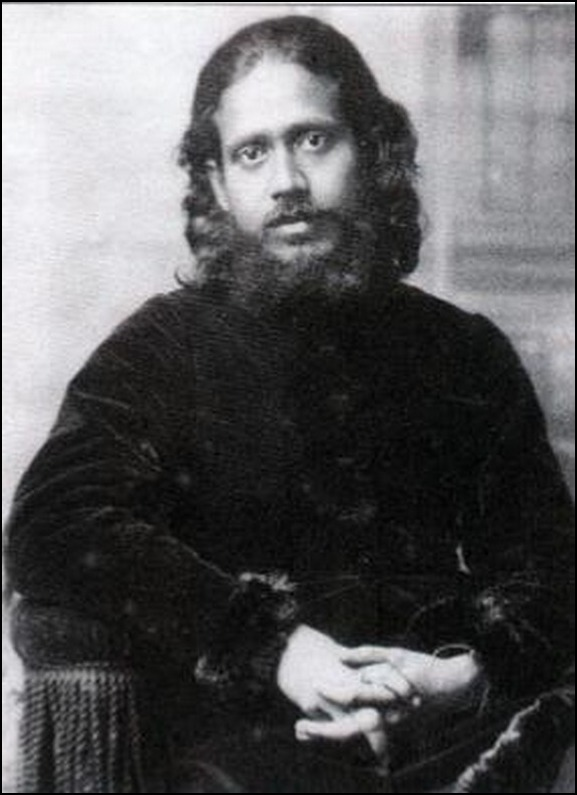
Mohini Mohan Chatterji

Mohini Mohan Chatterji (1858-1936) was een advocaat en theosoof.

## Levensloop
Chatterji was een nazaat van de hindoe-hervormer Raja Rammohun Roy.
Hij was advocaat in Calcutta. Tijdens een reis naar Darjeeling kwam hij in contact met theosofie. 
In 1882 werd hij lid van de Theosophical Society. Hoewel hij eerst erg sceptisch was ten overstaan van de Mahatma’s wordt hij toch een leerling van Meester Koot Hoomi, een lid van de Broeders van de Himalaya.  
In 1884 vertrok Chatterji, samen met Helena Blavatsky en kolonel Henry Steel Olcott naar Europa. Hij gaf lezingen in Londen en Parijs. Vele Europese theosofen getuigden over de briljante presentatie en de spirituele waarheid van de jonge hindu. Chateerji hielp bij de verspreiding van de theosofische ideeën in het Westen.
In 1885 bezocht hij de Verenigde Staten en een jaar later verliest hij zijn interesse in de Theosophical Society steeds meer.
Chatterji keerde in 1888 naar India terug en vestigde zich in Calcutta.
Mohini Chatterji is bekend om zijn vertaling van de Bhagavad gita. Zijn vertaling van de Bhagavad gita vermeldt voetnota’s die verwijzen naar christelijke bijbelverzen. De vertaling werd dan ook erg geapprecieerd door velen met een christelijke achtergrond. 

## Werken
- Crest Jewel of Wisdom, vertaling van Sankaracharya's werk
- Bhagavad Gita Or the Lords Lay
- Man: Fragments of Forgotten History – theosofisch werk van Chatterji en Laura C. Holloway